# Пропорція (архітектура)

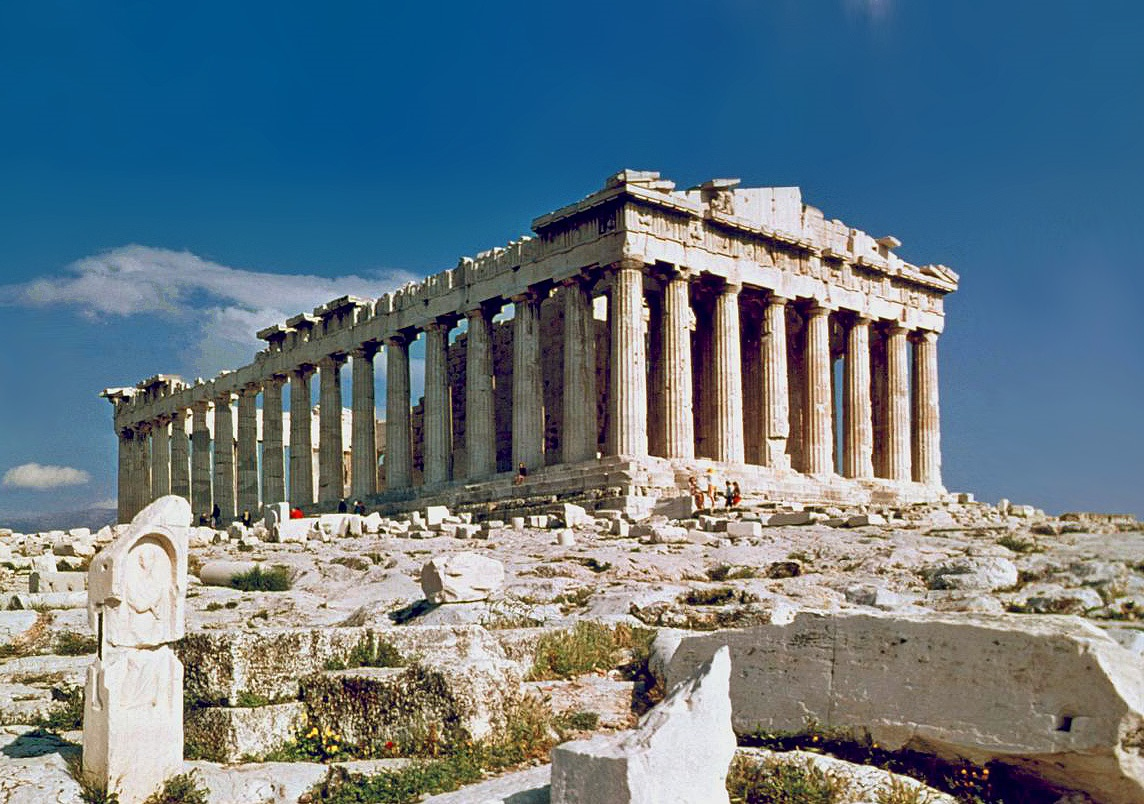
Парфенон, Греція

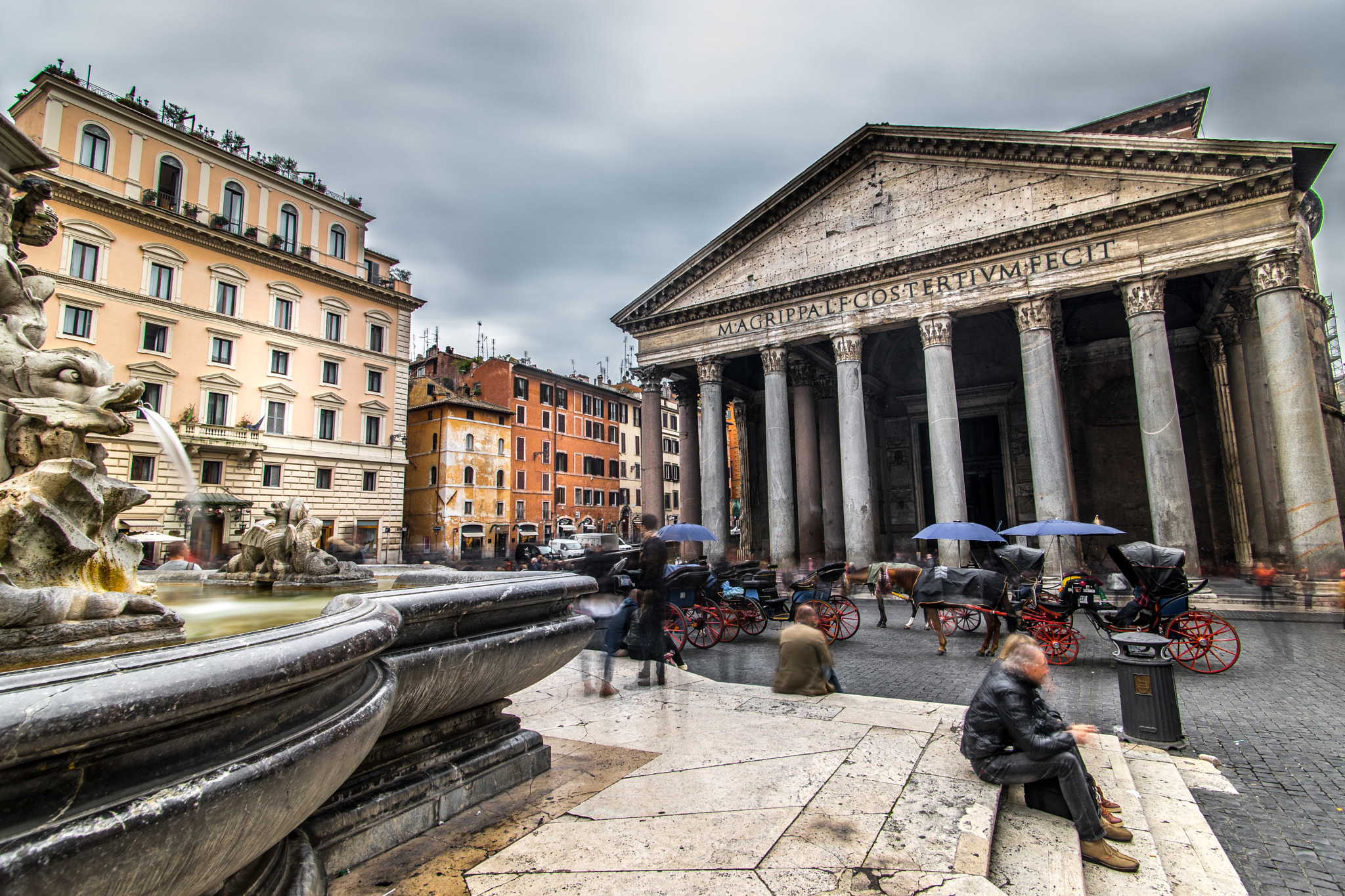
Пантеон, Рим. Пропорція колон є доволі сталою

Пропо́рція в архітект́урі — відношення розмірів подібних відрізків або фігур, що утворюють архітектурну споруду і додають їй композиційну цілісність і гармонійність. Пропорції визначають відповідність частин, встановлюють систему співвідношення їх між собою і з цілим (пропорційний лад).
Є одним з основних засобів архітектурної композиції, що сприяє гармонії художнього образу будівлі або ансамблю. Архітектурні пропорції визначаються як художнім задумом, так і конструктивно-технічними вимогами.
Існує кілька теорій архітектурних пропорцій, що відносяться до різних історичних періодів. У своїй основі вони мають поняття симетрії, яка, в свою чергу, може бути розділена на динамічну і статичну, і враховують суб'єктивне сприйняття архітектурної споруди людиною. Поняття архітектурної симетрії базується на частковому понятті математичних перетворень.
Пропорції виникають як результат осмислювання властивих елементам будівлі функціональних і конструктивно-технічних зв'язків. Так, наприклад, приміщення квартири з добрими пропорціями разом з тим і зручні для життя; видозміна форми у пропорційній відповідності з розподілом робочих напружень у конструкції надає їй риси технічної досконалості.
Одночасно пропорції використовуються архітектором як засіб образного, мистецького вираження ідейного змісту, властивого архітектурному твору або містобудівному ансамблю. Тому вибір і застосування пропорційних систем соціально зумовлені й історично конкретні. Водночас застосування пропорцій має об'єктивний зміст, обумовлене математичними законами і піддається конкретному аналізу.

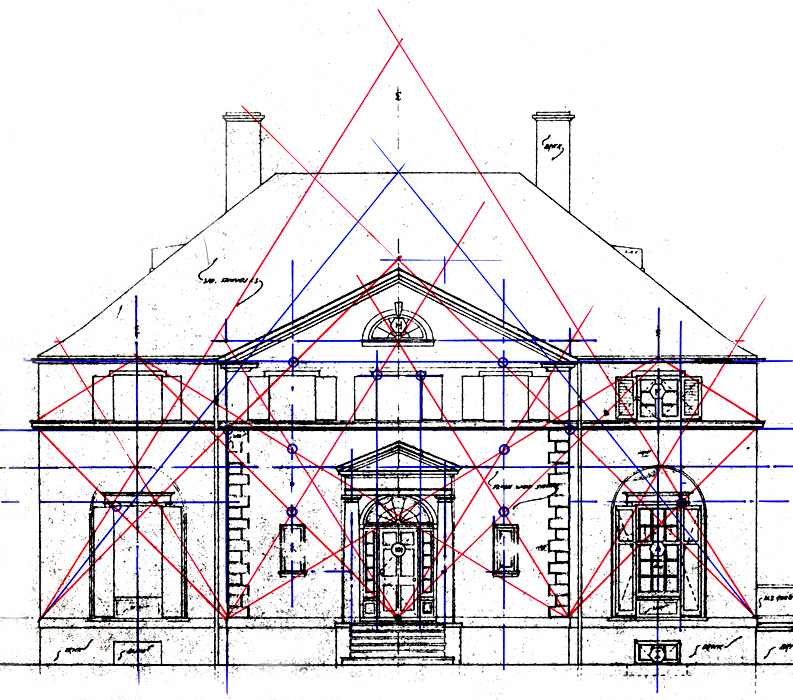
Геометричне пропорціонування на прикладі роботи Фейрфакса і Семмонса.

Елементи індустріальних будівель повинні мати не тільки стандартні уніфіковані розміри, що відповідають вимогам їх масового виробництва і застосування, але і необхідну гармонічну співмірність для надання архітектурним спорудам, які зводяться індустріальними методами, високих естетичних якостей.